# Arpanet (The Americans)
"Arpanet" é o sétimo episódio da segunda temporada da série de televisão americana The Americans, e o 20º episódio geral da série. Originalmente foi ao ar pela FX, nos Estados Unidos, no dia 9 de abril de 2014.

## Enredo
Depois de consultar Arkady e Oleg, e com a promessa de treinamento do último, Nina diz a Stan que ela fará o teste de polígrafo do FBI. Oleg sugere algumas técnicas, incluindo que ela o visualize na sala e aperte o ânus. Durante o teste de polígrafo, o FBI pergunta se ela sabe quem matou Vlad. Ela responde sim enquanto olha para Stan conscientemente. Depois que passa, a mesma recusa a oferta de Stan para tirá-la da embaixada, dizendo que será capaz de ajudá-lo depois que for incluída no Programa Ilegais. Mais tarde, Nina e Oleg celebram esse triunfo fazendo sexo em um quarto de hotel.
Kate repassa ordens para Philip atacar a ARPANET. Ele recruta a ajuda de Duluth, um alcoólatra que promete ficar sóbrio. Posando como jornalista, primeiramente ele se encontra com um cientista da computação, em uma universidade, para aprender os detalhes da rede. Mais tarde, Philip, disfarçado de zelador, invade a universidade para plantar a falha. No entanto, um dos trabalhadores da informática se depara com suas atividades, e está implícito que Philip o mata. Mais tarde o mesmo encontra Duluth bebendo no bar.
Com Philip olhando de longe com um fuzil de precisão, Larrick diz a Elizabeth que ele foi ordenado a ir à Nicarágua, para montar uma base e minar o porto de Manágua, mas ele ainda deixa ela entrar no campo de treinamento dos contras antes de partir. Lucia está chateada ao saber disso, porque (como disse a Elizabeth) ela planejava matar Larrick em vingança por suas atrocidades em Nicarágua. Elizabeth diz que ele é mais valioso como um ativo cooperativo e expressa suas dúvidas sobre a confiabilidade de Lucia para Philip.
Henry observa a casa de um vizinho com seu telescópio e entra sorrateiramente para jogar Intellivision enquanto estão fora, algo que seus pais o proibiram de fazer.

## Produção
O episódio foi escrito por Joshua Brand e dirigido por Kevin Dowling.

## Recepção
O episódio foi assistido por 1,18 milhão de telespectadores, de acordo com a classificação da Nielsen. As avaliações para o episódio foram positivas. O A.V. Club deu ao episódio um A-. Alan Sepinwall, da HitFix, avaliou o episódio de forma positiva.